# Jennifer Serrano
Uppslagsordet Jennifer (artist) leder hit, ej att förväxla med Jenifer (artist).
Jennifer Serrano, ibland bara Jenny, är en spansk sångerska. Hon har arbetat som servitris och hade ingen kommersiell framgång innan hon deltog i Eurovision Song Contest 2006, då hon sjöng för Andorra. Hennes bidrag Sense tu (svenska: 'Utan dig') framfördes på katalanska och var skriven av Rafael Artesero. Hon deltog i semifinalen och lyckades inte ta sig vidare till finalen.  Bidraget slutade på sistaplats med endast åtta poäng, alla från Spanien. 